# District de Shivpuri
Le district de Shivpuri (hindi : शिवपुरी जिला) est un district de l'état du Madhya Pradesh, en Inde,

## Géographie
Au recensement de 2011, sa population compte 1 725 818 habitants.
Son chef-lieu est la ville de Shivpuri. 